# Paul Bourget

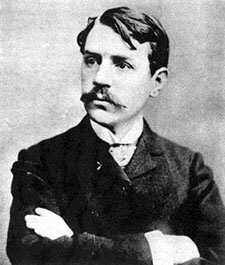
Paul Bourget

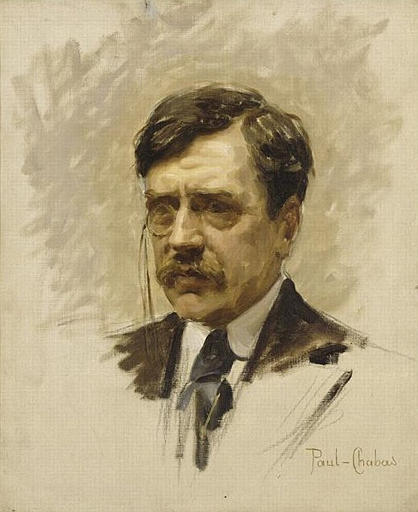
Bourget, door Paul Chabas

Paul Charles Joseph Bourget (Amiens, 2 september 1852 – Parijs, 25 december 1935) was een Frans schrijver.

## Leven en werk
Bourget was de zoon van een hoogleraar en ging op zijn vijftiende naar Parijs om te studeren. De Commune van Parijs (1871) maakte grote indruk op hem en vanaf dat jaar begint hij kritische artikelen in tijdschriften te schrijven. In 1872 en 1875 geeft hij ook zijn eerste dichtbundels uit, op dat moment nog vooral in de geest van de Parnasse en het “l’art-pour l’art”-principe. Vanaf 1880 schrijft hij vooral romans, sterk beïnvloed door Balzac: goed geconstrueerde tendenswerken, op basis van milieustudies, moralistisch, waarbij de gedachte prevaleert boven de vorm. Duidelijk herkenbaar zijn ook sporen van het vroege psychoanalytisch denken. Onder invloed van Taine groeit hij in de jaren tachtig uit tot een belangrijke exponent van de reactie tegen het naturalisme. Zijn bekendste roman is Le Disciple (De jongeling, 1889), dat zich afspeelt in het mondaine Parijs en handelt over een scholier die op dwingende wijze een jonge vrouw tot zelfmoord drijft.
Veel bekendheid verwierf Bourget rond 1880 ook met een reeks kritische beschouwingen, verzameld in de bundel Essais de psychologie contemporaine (1880), over Baudelaire, Stendhal, Flaubert, Taine en Renan. Later vervolgt hij deze reeks met onder meer essays over Leconte de Lisle en Toergenjev.
Aan het einde van zijn leven keer Bourget terug naar het katholicisme en wordt zijn werk meer godsdienstig en conservatief van aard (Bourget schaarde zich in die periode ook bij de anti-Dreyfusards). Verder schreef hij na 1900 nog een aantal toneelwerken, in dezelfde geest. 
Van Bourget wordt wel gezegd dat zijn werk zo divers was als hijzelf. In 1894 werd hij opgenomen in de Académie française.

### Belangrijkste poëziebundels
- La Vie inquiète. 1875
- Le Parnasse contemporain (bijdragen). 1876

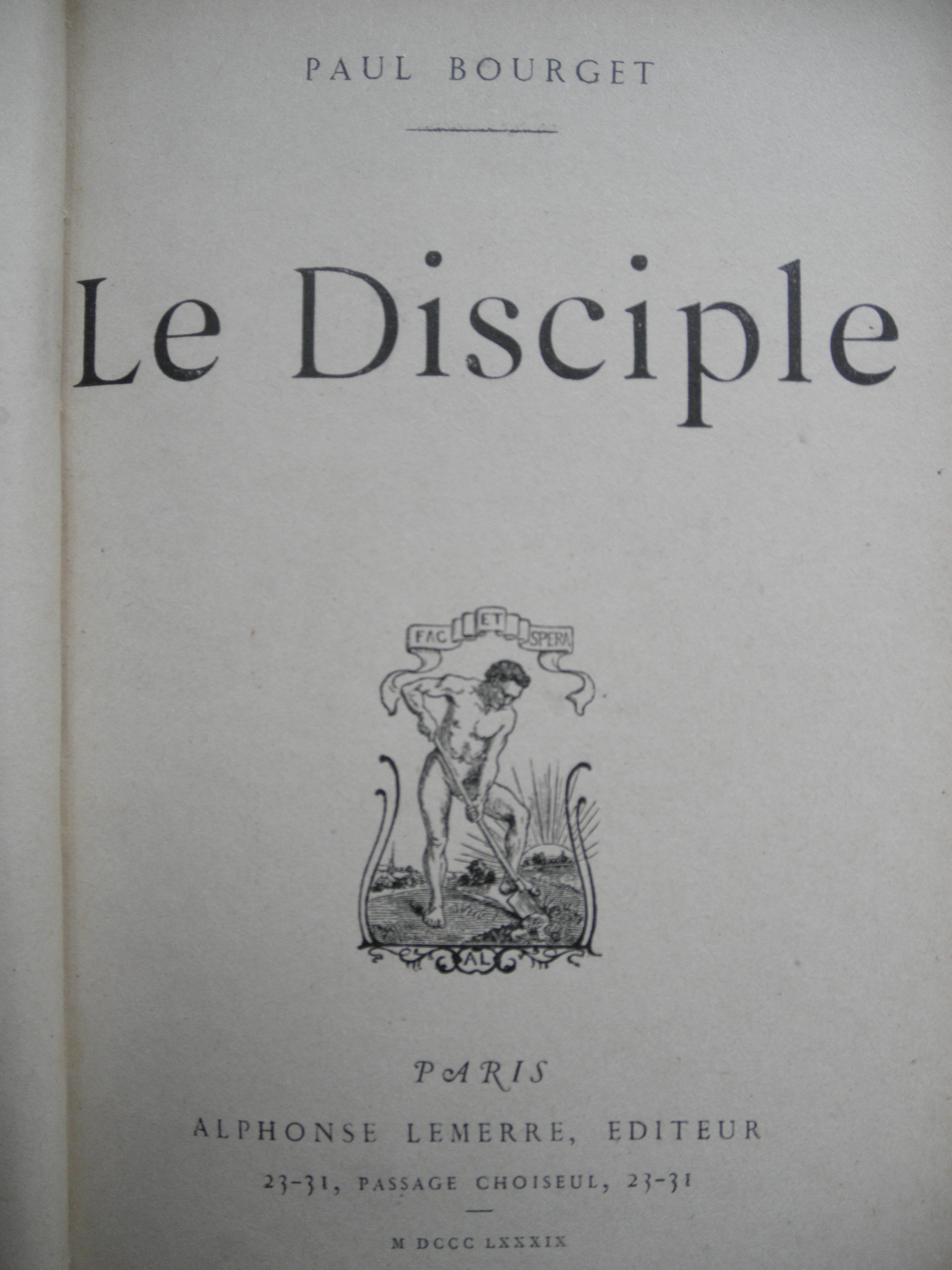
Eerste druk Le Disciple 1889

- Edel. 1878
- Les Aveux. 1882

### Belangrijkste romans
- Une cruelle énigme. 1885
- Mensonges. 1887
- Le Disciple 1889
- Un cœur de femme. 1890
- Cosmopolis. Roman. 1892
- L’étappe. 1902
- L’émigré. 1907
- Le Démon de midi. 1914.
- Le Sens de la mort. 1915

### Belangrijkste kritieken

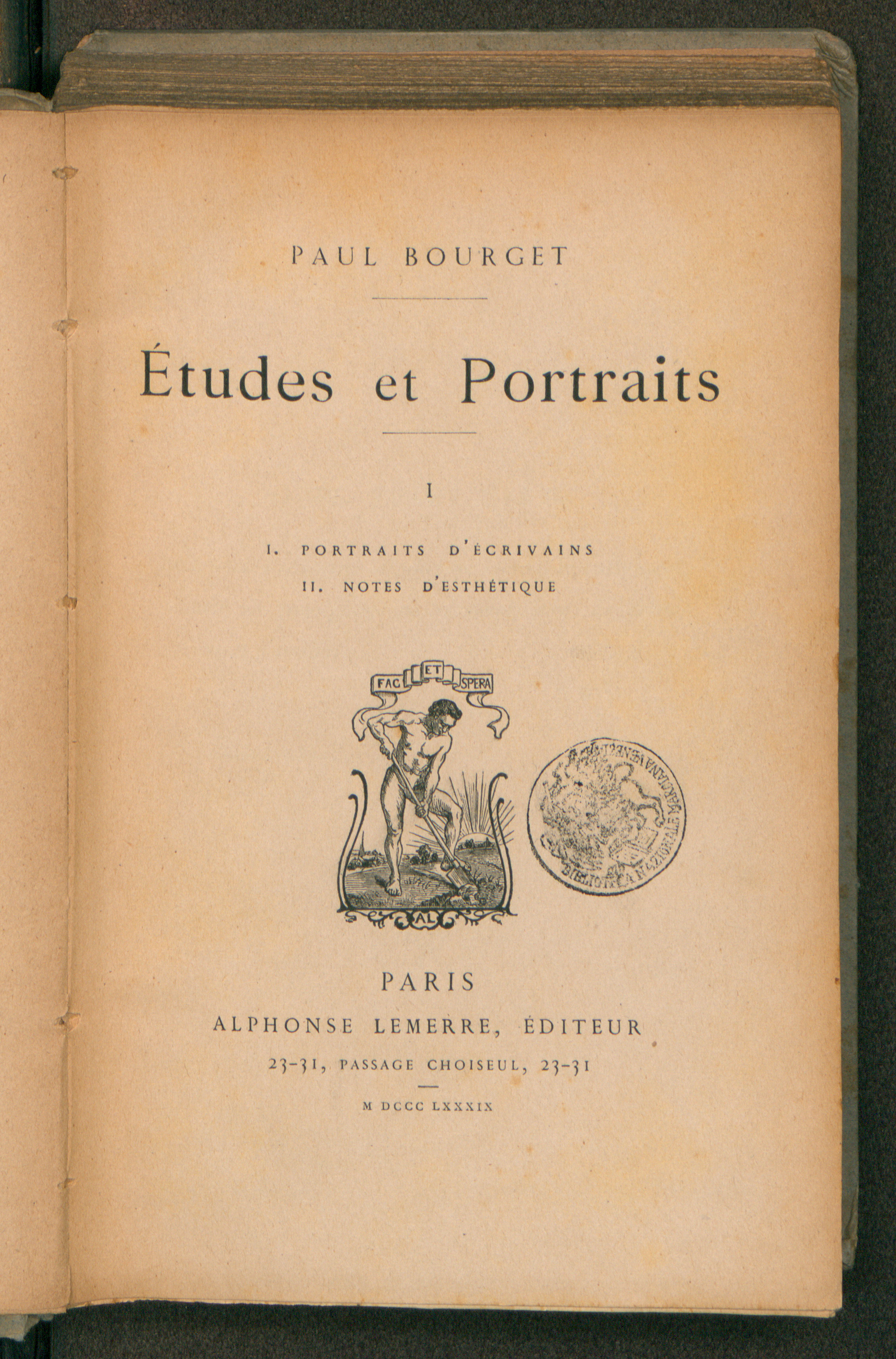
Études et portraits, 1889

- Nouvelles pages de critique et de doctrine. 1922
- Essais de psychologie contemporaine 1880-1885 (2 delen).

1. Charles Baudelaire, Ernest Renan, Gustave Flaubert, Taine, Stendhal
2. Alexandre Dumas père, Leconte de Lisle, Edmond en Jules de Goncourt, Toergenjev, Henri-Frédéric Amiel.

- Études et portraits. 1891-1906 (4 delen).